# Büssing
La Büssing AG è stata un'azienda tedesca produttrice di bus e camion, fondata nel 1903 da Heinrich Büssing (1843-1929) nella città di Braunschweig.
Ben presto la società è divenuta una dei più grandi produttori europei, i cui veicoli commerciali con il marchio del leone dell'antico Ducato di Brunswick-Lüneburg sono stati largamente distribuiti in Germania e all'estero, in particolare dagli anni trenta in poi. 
Nel 1971, la società è stata rilevata dalla tedesca MAN.

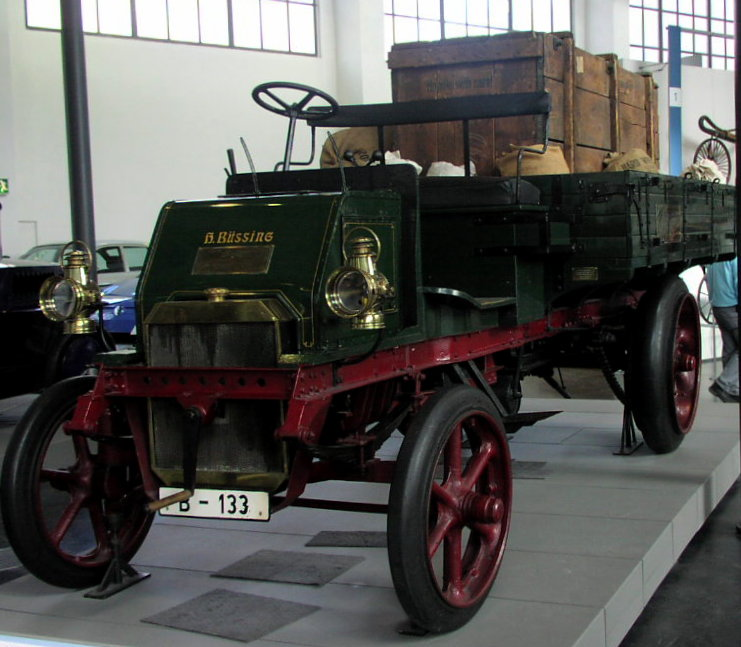
Camion Büssing ZU-550 del 1903 in mostra al Deutsches Museum di Monaco di Baviera

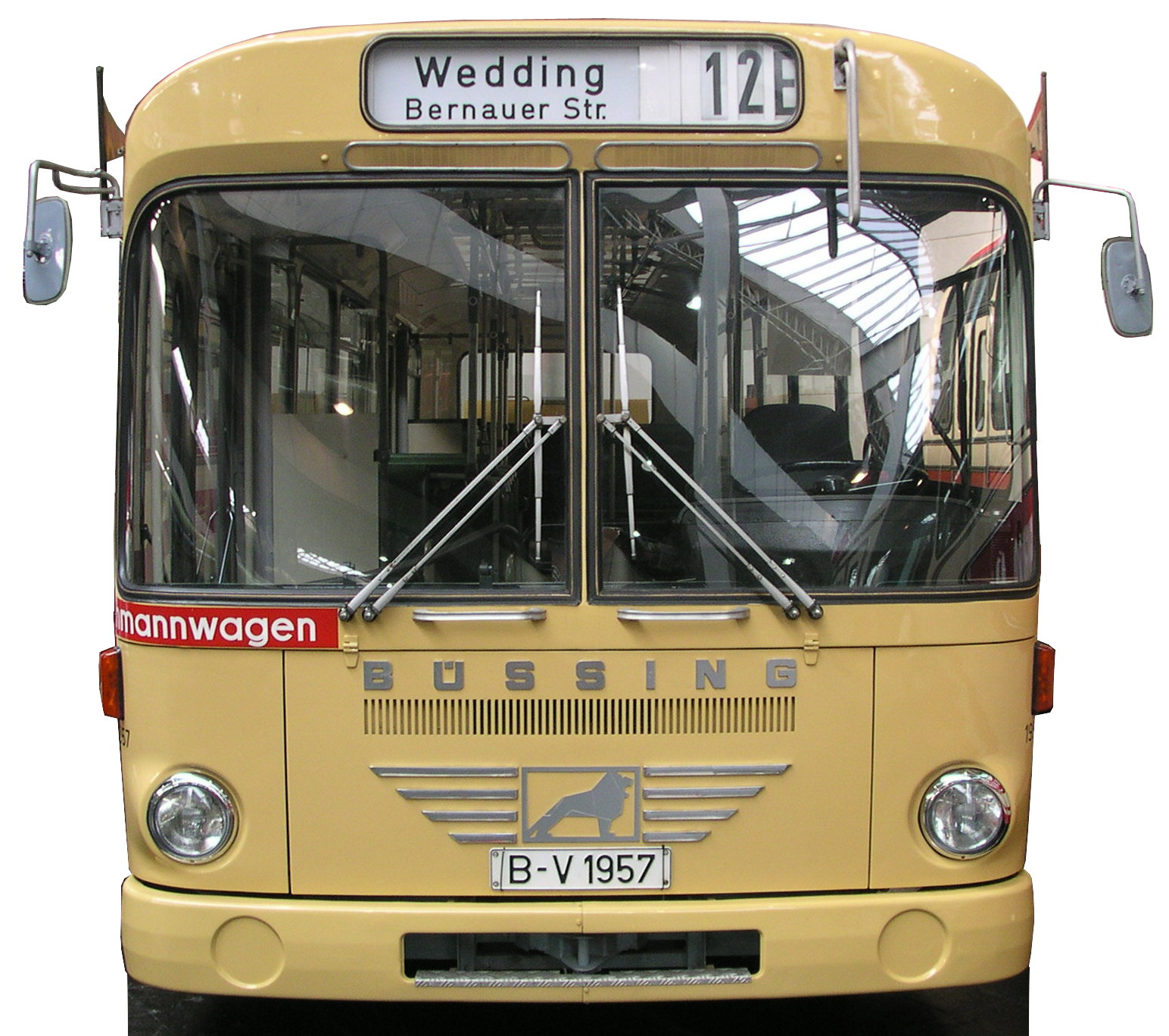
Autobus Büssing BS 110

## Storia
Il primo camion della Büssing venne presentato il 22 ottobre 1903 e fu soprannominato "Graue Katze" (Gatto grigio). 
Aveva un carico utile tra le 2,5 e le 3 tonnellate, trasmissione a 3 velocità e il moto trasmesso alle ruote posteriori tramite una catena. 
Nel 1904 l'azienda iniziò la produzione di autobus con ruote di gomma piena. 
Per stimolare l'interesse sui propri prodotti la Bussing intraprese delle innovative iniziative commerciali.
Ad esempio lanciò con autobus di produzione propria un collegamento regolare passeggeri su di un percorso di 15 km tra le città di Braunschweig e Wendeburg. 
Nel 1909 Heinrich Büssing, inoltre, fondò a Berlino la ditta "zur Förderung von Transportgesellschaft Waren und Gütern" [(Impresa) per promuovere il trasporto di prodotti aziendali e merci], sempre esercitata da autocarri di propria produzione. 
Negli anni precedenti la prima guerra mondiale la Büssing si distinse per la costruzione di autocarri particolarmente pesanti per l'epoca.
Questi camion avevano motori a 4 e 6 cilindri con un peso di 5 e 11 tonnellate, rispettivamente.
400 di questi telai furono forniti, tra l'altro, alla città di Londra, dove vennero carrozzati come autobus a due piani dalla Straker & Squire Ltd. 
Questi tipi di veicoli furono consegnati anche alla città di Berlino.
Nel 1914 un telaio Büssing fu utilizzato, con la collaborazione della tedesca Oberste Heeresleitung, per la costruzione della autoblindo corazzata A5P.
Al termine del conflitto, Heinrich Büssing entrò nella società in accomandita Kommanditgesellschaft, che divenne nel 1922 Büssing AG, Aktiengesellschaft, nell'ordinamento giuridico societario tedesco affine alla società per azioni.
Nel 1923 la Büssing introdusse per prima il telaio a tre assi che fu utilizzato nei successivi modelli di camion. Ciò permise all'azienda di raggiungere il primo posto in Germania come quota di mercato nei veicoli commerciali.
Il 1º gennaio 1931 la Büssing assorbì la casa costruttrice di autovetture tedesca NAG divenendo "Büssing-NAG".
Durante la seconda guerra mondiale, dal 1944 al marzo 1945, la Büssing NAG, come molte altre aziende tedesche, utilizzò come manodopera per la sua fabbrica prigionieri civili e militari provenienti da vari campi di concentramento nazisti del circondario di Braunschweig.
Dopo il termine del secondo conflitto mondiale la produzione civile riprese con una gamma di camion da 5 e 7 tonnellate. Nel 1950 la società cambiò la sua ragione sociale in Büssing Nutzkraftwagen GmbH. La maggior parte dei trattori stradali aveva motori montati verticalmente davanti all'asse anteriore, ma dalla metà degli anni sessanta con il trattore Commodore 16-210 il motore diesel fu montato orizzontalmente sotto la cabina di guida davanti all'asse anteriore, con il cambio di velocità montato a metà strada lungo il telaio del veicolo.
Nel 1969 la Büssing strinse forti legami con la MAN AG che ne era divenuta cliente per l'utilizzo di brevetti e componenti. 
Tale collaborazione sfociò nel 1971 nell'acquisizione da parte della MAN della Büssing. 
La MAN utilizzò il logo del leone sugli autocarri della sua gamma denominata "MAN-Büssing" la cui produzione, con motori Büssing, proseguì fino alla fine degli anni ottanta.